# チャーリー・ローレンス
チャーリー・ローレンス（Charlie Lawrence、1998年5月27日 - ）は、ジャパンラグビーリーグワン三菱重工相模原ダイナボアーズに所属するラグビーユニオンの選手。

## 略歴
香港生まれ。イギリス人の父とフィリピン人の母を持つ。
ニュージーランド・ハミルトンで育つ。5歳からラグビーを始めた。
U20ニュージーランド代表・7人制ニュージーランド代表に選ばれたことがある。
高校時代はニュージーランドで過ごし、ハミルトンボーイズ高校卒業後、2018年、神戸製鋼コベルコスティーラーズ(現・コベルコ神戸スティーラーズ)に加入。
2020年2月2日にジャパンラグビートップリーグ第4節NTTドコモレッドハリケーンズ戦に先発出場で日本での公式戦初出場を果たす。同年10月、トヨタ自動車ヴェルブリッツに加入。
父の出身地のイングランド、母の出身地のフィリピン、出生地の香港と、居住歴を満たした日本の代表資格を持ち、2024年2月の日本代表合宿に召集された。
2024年、三菱重工相模原ダイナボアーズに加入。